# マラソン選手一覧
マラソン選手一覧（マラソンせんしゅいちらん）は、執筆済みもしくは執筆予定のマラソンの選手を一覧にしたもの。

## 男子マラソン選手
- エリウド・キプチョゲ（ ケニア） - 世界記録保持者、2016リオ五輪・2020東京五輪金メダリスト
- ハイレ・ゲブレセラシェ（ エチオピア） - 前世界記録保持者
- ポール・テルガト（ ケニア） - 元世界記録保持者
- ハーリド・ハヌーシ（ アメリカ合衆国） - 元世界記録保持者
- スティーブン・キプロティチ（ ウガンダ） - 2012ロンドン五輪金メダリスト
- サムエル・ワンジル（ ケニア） - 2008北京五輪金メダリスト
- 高岡寿成（ 日本） - 2005世界選手権4位、現日本記録保持者
- 尾方剛（ 日本） - 2005世界選手権銅メダリスト、2007世界選手権5位、2008北京五輪代表
- 佐藤敦之（ 日本） - 2008北京五輪代表、2009世界選手権6位
- 大崎悟史（ 日本） - 2007世界選手権6位、2008北京五輪代表
- ステファノ・バルディーニ（ イタリア） - 2004アテネ五輪金メダリスト
- バンデルレイ・デリマ（ ブラジル） - 2004アテネ五輪銅メダリスト
- ビクトル・ロスリン（ スイス） - 2007世界選手権銅メダリスト
- 油谷繁（ 日本） - 2001世界選手権、2003世界選手権、2004アテネ五輪連続5位
- 諏訪利成（ 日本） - 2004アテネ五輪6位、2007世界選手権7位
- 国近友昭（ 日本） - 2004アテネ五輪代表
- 川嶋伸次（ 日本） - 1997年世界選手権、2000シドニー五輪代表
- 犬伏孝行（ 日本） - 2000シドニー五輪代表,元日本記録保持者
- 佐藤信之（ 日本） - 1999世界選手権銅メダリスト、2000シドニー五輪代表
- 藤田敦史（ 日本） - 1999世界選手権6位,元日本記録保持者
- 清水康次（ 日本） - 1999世界選手権7位
- エリック・ワイナイナ（ ケニア） - 1996アトランタ五輪銅、2000シドニー五輪銀メダリスト
- 李鳳柱（ 韓国） - 1996アトランタ五輪銀メダリスト
- 谷口浩美（ 日本） - 1991世界選手権金メダリスト,1992バルセロナ五輪8位,1996アトランタ五輪代表
- 早田俊幸（ 日本）- 1997年福岡国際マラソン2位
- 服部孝宏（ 日本）- 1997東京国際マラソン2位,1997世界陸上競技選手権大会代表
- 弘山勉（ 日本）- 1990年福岡国際マラソン2位
- 森下広一（ 日本） - 1992バルセロナ五輪銀メダリスト
- ジェリンド・ボルディン（ イタリア） - 1987世界選手権銅、1988ソウル五輪金メダリスト
- ダグラス・ワキウリ（ ケニア） - 1987世界選手権金、1988ソウル五輪銀メダリスト
- 中山竹通（ 日本） - 1988ソウル五輪・1992バルセロナ五輪連続4位
- 新宅雅也（ 日本） - 1988ソウル五輪代表
- 瀬古利彦（ 日本） - 1984ロサンゼルス五輪、1988ソウル五輪代表
- ジュマ・イカンガー（ タンザニア） - 東京国際マラソン優勝2回
- カルロス・ロペス（ ポルトガル） - 1984ロサンゼルス五輪金メダリスト
- 宗猛（ 日本） - 1984ロサンゼルス五輪4位
- 宗茂（ 日本） - 1976モントリオール五輪、1984ロサンゼルス五輪代表
- 児玉泰介（ 日本）- 1986年北京国際マラソン優勝、元日本記録保持者
- 喜多秀喜（ 日本）
- ロバート・ド・キャステラ（ オーストラリア）　-　1983世界選手権金メダリスト
- ワルデマール・チェルピンスキー（ 東ドイツ）　-　1976モントリオール五輪、1980モスクワ五輪連続金メダリスト
- 武冨豊（ 日本）
- フランク・ショーター（ アメリカ合衆国） - 1972ミュンヘン五輪金、1976モントリオール五輪銀メダリスト
- 宇佐美彰朗( 日本） - 1968メキシコ五輪,1972ミュンヘン五輪,1976モントリオール五輪代表
- マモ・ウォルデ（ エチオピア） - 1968メキシコ五輪金、1972年ミュンヘン五輪銅メダリスト
- デレク・クレイトン （ オーストラリア） - 元世界記録保持者
- 廣島日出国（ 日本）
- 重松森雄（ 日本） - 元世界記録保持者
- 君原健二（ 日本） - 1964東京五輪8位、1968メキシコ五輪銀メダリスト、1972ミュンヘン五輪5位
- 円谷幸吉（ 日本） - 1964東京五輪銅メダリスト
- 寺沢徹（ 日本） - 元世界記録保持者、1964東京五輪代表
- アベベ・ビキラ（ エチオピア） - 1960ローマ五輪・1964東京五輪連続金メダリスト
- 廣島庫夫（ 日本） - 1956メルボルン五輪、1960ローマ五輪代表
- 川島義明（ 日本） - 1956メルボルン五輪5位
- 浜村秀雄（ 日本） - 1956メルボルン五輪代表、1955ボストンマラソン優勝
- エミール・ザトペック（ チェコスロバキア） - 1952ヘルシンキ五輪金メダリスト
- 篠崎清（ 日本）
- 山田敬蔵（ 日本） - 1952ヘルシンキ五輪代表
- 孫基禎（ 日本→ 韓国） - 1936ベルリン五輪金メダリスト
- 南昇龍（ 日本→ 韓国） - 1936ベルリン五輪銅メダリスト
- 池中康雄（ 日本） - 元世界記録保持者、別府大分マラソン創設者
- 津田晴一郎（ 日本）- 1928アムステルダム五輪6位、1932ロサンゼルス五輪5位
- 山田兼松（ 日本） - 1928アムステルダム五輪4位
- 金栗四三（ 日本） - 箱根駅伝創設者
- アルベール・コレー（ フランス） - 1904年セントルイスオリンピック銀メダリスト
- スピリドン・ルイス（ ギリシャ） - 1896アテネ五輪金メダリスト
- ヘム・ブンティン（ カンボジア）
- セルオド・バトオチル（ モンゴル）

## 女子マラソン選手
- ポーラ・ラドクリフ（ イギリス） - 2005世界選手権金メダリスト、元世界記録保持者
- コンスタンティナ・トメスク（ ルーマニア）　- 2005世界選手権銅、2008北京五輪金メダリスト
- キャサリン・ヌデレバ（ ケニア） - 2003世界選手権金、2004アテネ五輪銀、2005世界選手権銀、2007世界選手権金、2008北京五輪銀メダリスト、世界歴代3位、前アフリカ記録・前世界記録保持者
- 周春秀（ 中国 ） - 2005世界選手権5位、2007世界選手権銀、2008北京五輪銅メダリスト
- マーラ・ヤマウチ（ イギリス） - 2007世界選手権代表、2008大阪国際女子マラソン優勝、2008北京五輪6位
- ディーナ・カスター（ アメリカ合衆国） - 2004アテネ五輪銅メダリスト、2008北京五輪代表、2013世界選手権代表
- 赤羽有紀子（ 日本） - 2009世界選手権代表、2011大阪国際女子マラソン優勝、2011世界選手権5位
- 中村友梨香（ 日本） - 2008北京五輪代表
- 橋本康子（ 日本） - 2007世界選手権代表
- 嶋原清子（ 日本） - 2007世界選手権6位
- 原裕美子（ 日本） - 2005世界選手権6位、2007世界選手権代表
- 弘山晴美（ 日本） - 2005世界選手権8位
- 大島めぐみ（ 日本） - 2005世界選手権代表
- 小崎まり（ 日本） - 2005世界選手権、2007世界選手権代表
- 野口みずき（ 日本） - 2003世界選手権銀、2004アテネ五輪金メダリスト、2008北京五輪代表（但し出場辞退）、2013世界選手権代表、現アジア・日本記録保持者
- 土佐礼子（ 日本） - 2001世界選手権銀、2004アテネ五輪5位、2007世界選手権銅メダリスト、2008北京五輪代表
- 坂本直子（ 日本） - 2003世界選手権4位、2004アテネ五輪7位
- 千葉真子（ 日本） - 2003世界選手権銅メダリスト
- 大南博美（ 日本） - 2007ロッテルダムマラソン優勝
- 松尾和美（ 日本） - 2001世界選手権代表
- 松岡理恵（ 日本） - 2001世界選手権、2003世界選手権代表
- 大南敬美（ 日本） - 2001世界選手権、2003世界選手権代表
- 孫英傑（ 中国） - 2002年～2005年北京国際マラソン4連覇、現中国記録保持者
- 渋井陽子（ 日本） - 2001世界選手権4位、前日本記録保持者
- 高橋尚子（ 日本） - 2000シドニー五輪金メダリスト、元世界記録保持者
- リディア・シモン（ ルーマニア）　- 1997世界選手権銅、1999世界選手権銅、2000シドニー五輪銀、2001世界選手権金メダリスト
- テグラ・ロルーペ（ ケニア）　- 2000シドニー五輪代表、元世界記録保持者
- 山口衛里（ 日本） - 2000シドニー五輪7位
- 市橋有里（ 日本） - 1999世界選手権銀メダリスト、2000シドニー五輪代表
- 小幡佳代子（ 日本） - 1999世界選手権8位
- 市河麻由美（ 日本） - 1999世界選手権代表
- 川上優子（ 日本）- 1999名古屋国際女子マラソン出場
- 高橋千恵美（ 日本） - 2005河口湖日刊スポーツマラソン優勝
- 鈴木博美（ 日本） - 1997世界選手権金メダリスト
- 藤村信子（ 日本） - 1997世界選手権代表
- ファツマ・ロバ（ エチオピア）　- 1996アトランタ五輪金メダリスト、1999世界選手権4位
- 真木和（ 日本） - 1996アトランタ五輪代表
- 五十嵐美紀（ 日本） - 1995世界選手権代表
- 浅利純子（ 日本） - 1993世界選手権金メダリスト、1996アトランタ五輪、1999世界選手権代表
- 安部友恵（ 日本） - 1993世界選手権銅メダリスト、1997世界選手権代表、100kmマラソン世界記録保持者
- 松野明美（ 日本） - 1993世界選手権代表
- ワレンティナ・エゴロワ（ ロシア）　- 1992バルセロナ五輪金、1996アトランタ五輪銀メダリスト
- 有森裕子（ 日本） - 1991世界選手権4位、1992バルセロナ五輪銀、1996アトランタ五輪銅メダリスト、元日本記録保持者
- 朝比奈三代子（ 日本） - 1994ロッテルダムマラソン優勝、元日本記録保持者
- 山本佳子（ 日本） - 1992ボストンマラソン2位、元日本記録保持者
- 小鴨由水（ 日本）  - 1992バルセロナ五輪代表、元日本記録保持者
- 山下佐知子（ 日本） - 1991世界選手権銀メダリスト、1992バルセロナ五輪4位
- 谷川真理（ 日本） - 1991東京国際女子マラソン優勝、1994パリマラソン優勝
- 小島和恵（ 日本） - 1989パリマラソン優勝、元日本記録保持者
- ロザ・モタ（ ポルトガル）　-　1984ロサンゼルス五輪銅、1987世界選手権金、1988ソウル五輪金メダリスト
- カトリン・ドーレ（ ドイツ）　- 1988ソウル五輪銅、1991世界選手権銅メダリスト
- 浅井えり子（ 日本）- 1987世界選手権、1988ソウル五輪代表
- 荒木久美（ 日本） - 1988ソウル五輪代表
- 宮原美佐子（ 日本）- 1988ソウル五輪代表、元日本記録保持者
- イングリッド・クリスチャンセン（ ノルウェー） - 1984年ロサンゼルス五輪4位、元世界記録保持者
- ジョーン・ベノイト（ アメリカ合衆国）　-　1984ロサンゼルス五輪金メダリスト、元世界記録保持者
- グレテ・ワイツ（ ノルウェー） - 1983世界選手権金、1984ロサンゼルス五輪銀メダリスト、元世界記録保持者
- 佐々木七恵（ 日本）- 1984ロサンゼルス五輪代表
- 増田明美（ 日本） - 1984ロサンゼルス五輪代表、元日本記録保持者
- ジョイス・スミス（ イギリス） - 1984ロサンゼルス五輪代表